# Uroderma magnirostrum
Uroderma magnirostrum är en däggdjursart som beskrevs av Davis 1968. Uroderma magnirostrum ingår i släktet Uroderma och familjen bladnäsor. Inga underarter finns listade.

## Utseende
Exemplaren blir 54 till 70 mm lång, saknar svans och väger 12 till 21 g. Underarmarna är 41 till 45 mm långa, bakfötterna är 9 till 12 mm långa och öronen är 13 till 17 mm stora. På den bruna till gråbruna ovansidan förekommer en otydlig vitaktig strimma längs ryggens mitt. Undersidan är täckt av gråbrun päls och nedre delen av näsans hudflikar samt av öronen kan ha ljusa kanter. En ljus strimma i ansiktet ovanför ögonen är tydlig och strimman nedanför ögonen är otydlig eller den saknas. Den nakna svansflyghuden liknar ett U i utseende. Hos den andra arten i samma släkte bär svansflyghuden hår.

## Utbredning
Denna fladdermus har två från varandra skilda utbredningsområden. Det första från södra Mexiko till Nicaragua och det andra från centrala Panama till Bolivia och centrala Brasilien. Arten vistas vanligen i låglandet eller i låga bergstrakter. Habitatet utgörs allmänt av städsegröna skogar. Uroderma magnirostrum uppsöker även torra områden när det finns floder eller andra vattenansamlingar.

## Ekologi
En grupp av flera individer vilar i en självbyggd konstruktion av blad som liknar ett tält. Ofta används blad av växten Astrocaryum murumuru. Arten äter huvudsakligen frukter samt nektar, pollen och några blommor.

## Hot
För beståndet är inga hot kända. Hela populationen anses vara stabil. IUCN kategoriserar arten globalt som livskraftig.